# M1 (Hongrie)
Pour les articles homonymes, voir M1.
M1, abréviation de Magyar Televízió 1 (/ˈmɒɟɒɾ ˈtɛlɛviːzioː ˈɛɟː/) est une chaîne de télévision généraliste publique hongroise du groupe Duna Média fondée en 1957.

## Histoire de la chaîne
La télévision naît en Hongrie le 23 février 1957 avec une première diffusion expérimentale qui durera quelques semaines. 
Le début officiel de la chaîne de télévision Magyar Televízió a lieu le 1er mai 1957 pour la fête du premier mai. La chaîne émet trois jours par semaine et diffuse des films les deux premiers jours et du théâtre et des sports le troisième. Le premier Journal télévisé (TV Híradó) apparaît le 2 juin 1957.
La retransmission des Jeux-Olympiques de Tokyo en 1964 marque la première diffusion par satellite pour la chaîne. 
La couleur fait son apparition le 5 avril 1969. Les premières émissions diffusées en couleurs (sous le système de télévision couleurs SECAM) eurent lieu dès le 5 avril 1969.
Elle est rebaptisée Magyar Televízió 1 à la suite de la création d'une seconde chaîne de télévision le 7 novembre 1973.
Le Télétexte est introduit le 30 novembre 1982.
M1 et M2 doivent affronter la concurrence des chaînes privées à la suite du lancement de TV2 le 4 octobre 1997, première chaîne commerciale du pays, suivie le 7 octobre par le lancement de RTL Klub.
M1 est diffusée en Haute Définition depuis 2008.

### Logos

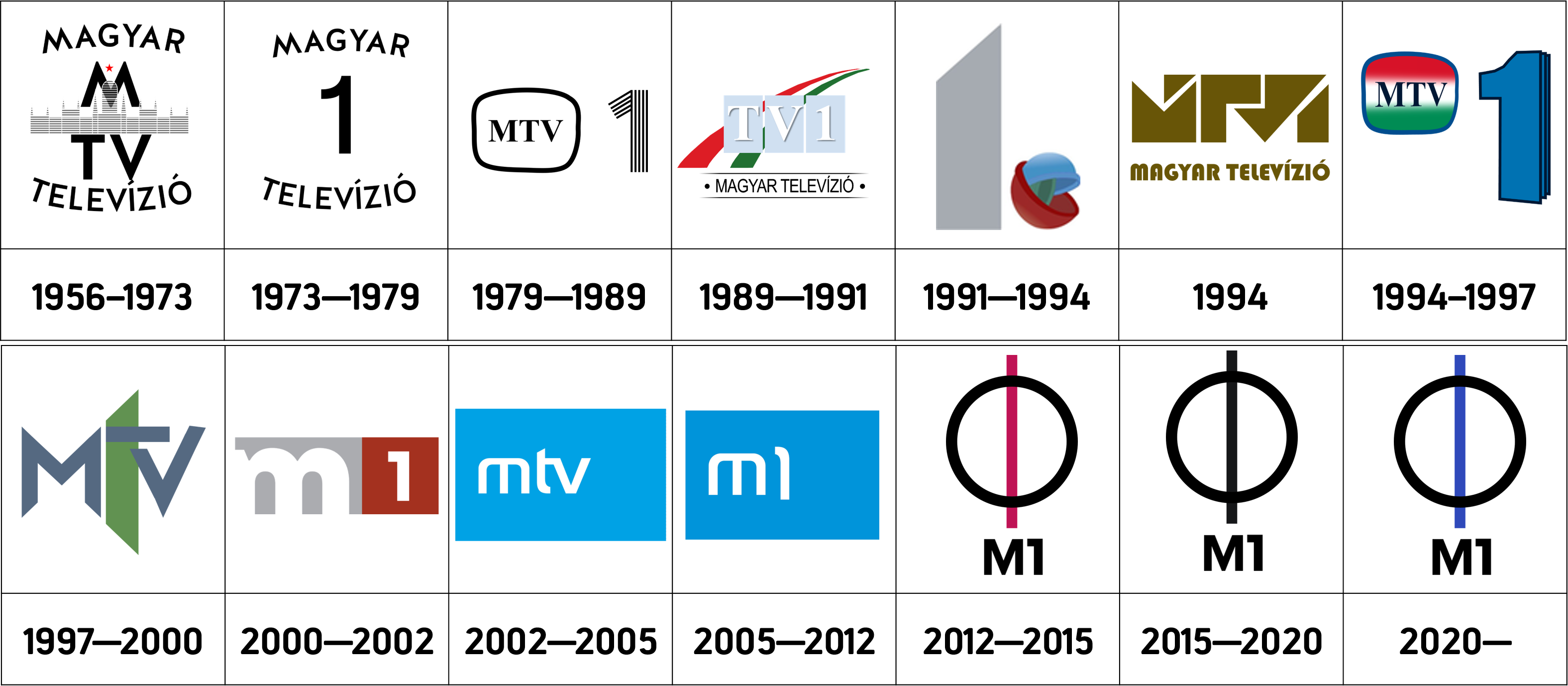
logo

## Organisation

### Capital
M1 était éditée par Magyar Televízió jusqu'en juin 2015 lorsque le groupe est dissous.

## Programmes

### Émissions
- A Dal

- Az Este (Le soir). Animateurs : Antónia Mészáros, György Nika. Magazine d'actualité avec un débat, récompensé du prix Joseph Pulitzer.

- A szólás szabadsága (La liberté d'expression). Animateur : Szilvia Krizsó. Magazine d'actualité avec des invités, récompensé du prix Joseph Pulitzer.

- Delta. Animateur : Sándor Fiar. Magazine scientifique sur les sciences et les techniques.

- Esti Beszélgetés Müller Péterrel (Discussion de soirée avec Péter Müller). L'invité parle de thèmes différents comme l'amour, la haine, l'amitié,...

- Európa Magyarországon (L'Europe en Hongrie). Animateur : Gergő Süveges. L'émission évoque la politique européenne et la présidence hongroise de l'Union Européenne en 2011.

- Főtér (Place principale). Animateurs : Brigitta Zalatnay, Róbert Kovács. L'émission présente des lieux à visiter en Hongrie.

- Híradó (Journal télévisé). Présentateurs : Anna Acél, Krisztina Bombera, Gergő Süveges, Kriszta D. Tóth, Éva Novodomszky, András Siklós. Informations le matin, à 12h, 18h10, 19h30 et 23h05.

Il existe aussi les Regionalis Hirek (Infos régionales) qui rassemblent les informations des différentes parties de la Hongrie (sud, nord,...)
- Hogy volt?! (Comment était-ce?!). Animateurs : Ágnes Sugár, Gábor Gundel Takács, Balázs Gaskó, Dorottya Radványi. L'émission rassemble pendant deux heures des images d'archives de la télévision hongroise.

- Kárpát Expressz (Express Carpates). Animateurs : Réka Kozári, Mihály Debreceni, Emese Gál. Émission sur le Bassin des Carpates.

- Kassza (Caisse). Animateur : György Baló. Magazine sur la vie quotidienne.

- Kékfény (Lumière bleue). Animateur : Csaba M. Kiss. Magazine criminel.

- Kultúrház (Maison de culture). Animateur : Nóra Winkler. Magazine culturel.

- Ma Reggel (Ce matin). Animateurs : Gergő Süveges, Gábor Betlen, Kriszta Jegyes-Tóth. Emission à partir de 5h50 avec JT, interviews et sujets d'actualités.

- Magyarország története (L'histoire de la Hongrie). Animateur : György Nagy. L'histoire de la Hongrie depuis 896 jusqu'à nos jours.

- Nappali (De jour). Animateurs : Hesna Al Ghaoui, Klára Dióssy, Sándor Fiar. Magazine sur la vie quotidienne.

- Női szemmel (D'un œil féminin). Animateur : Kata Nyitrai. Magazine sur la vie quotidienne des femmes.

- Önök kérték (Vous l'avez demandé). Animateur : Ildikó Bényi. L'émission exauce les vœux des téléspectateurs et diffuses des chansons et des cabarets.

- Panoráma (Panorama). Animateur : Krisztina Bombera. Magazine d'actualité.

- Parlamenti Napló (Agenda du parlement). Animateurs : András Siklós, Krisztián Somfay. Actualités du parlement hongrois.

- Prizma (Prisme). Le magazine de 12 minutes évoque un thème particulier tous les jours.

- SzerencseSzombat (SamediChance). Animateurs : Ildikó Bényi, László Istenes, Ildikó Zelinka, Gábor Gundel Takács. Les tirages du loto, Joker et Luxor.

- Teadélután (Après-midi thé). Animateur : Péter Rózsa. Le moment détente de l'après-midi.

- Telesport. Animateurs : Andrea Mérei, Akos Somos, Dániel Mezei, Dia Somogyi, Viktor Egri, Olivér Török, Péter Deák Horváth, Csaba Schulek, Dávid Szántó

- Unokáink sem fogják látni... (Nos petits-enfants ne verront pas non plus...). Animateur : Mihály Ráday

- Üditő (Rafraîchissement). Animateur : Tibor Szilágyi. L'émission de l'humour hongrois.

- Vallási és Egyházi Műsorok (Émissions des Croyances et de l'Église). Les magazines des religions.

- Kissebségi műsorok (Émissions des minorités) : Domovina (slovaque), Ecranul Nostru (roumain), Hrvatska Kronika (croate), Roma Forum (Forum tsigane), Rondo (grec), Slovenski Utrinki (slovène), Srpski Ekran (serbe), Unser Bildschirm (allemand)